# 古川静夫

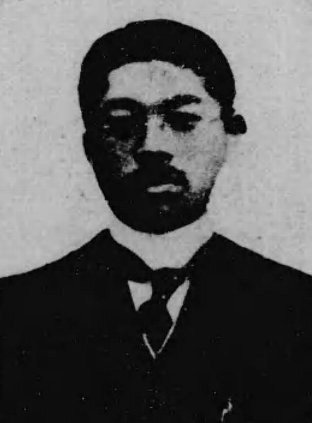
古川静夫

古川 静夫（ふるかわ しずお、1888年（明治21年）8月1日 - 1967年（昭和42年）5月27日）は、日本の内務・警察官僚。官選県知事。

## 経歴
鹿児島県日置郡日置村麓（現在の日置市日吉町日置）出身。古川直衛の三男として生まれた。第七高等学校造士館を首席で卒業。1914年11月、文官高等試験行政科試験に合格。1915年、東京帝国大学法科大学法律学科（独法）を卒業。内務省に入省し静岡県警部となる。
以後、静岡県引佐郡長、同県磐田郡長、同県産業課長、熊本県学務課長、兵庫県学務課長、京都府学務課長、栃木県書記官・警察部長、福岡県学務部長、警視庁書記官・保安部長、同警務部長、同官房主事、神奈川県内務部長などを歴任。
1934年11月、佐賀県知事に就任。警察部庁舎の新築、大水害への対応などに尽力。1937年7月、愛媛県知事に転任。戦時下の対策に尽力。1939年7月に知事を退任。同年に退官し、結核予防会理事に就任。
戦後、大阪法務局長に就任。1947年10月、飯野海運監査役となり、さらに日本消防協会理事長、結核予防会監事を務めた。